# Anders Johan Bärg
Anders Johan Bärg, född 14 januari 1870 i Tidersrums församling, Östergötlands län, död 29 november 1947 i Stora Malms församling, Södermanlands län, var en svensk förrådsförman och riksdagspolitiker.
Bärg blev förrådsförman i Katrineholm 1901. Han var även politiker, dels kommunalman i Katrineholm från 1907, vice ordförande i stadsfullmäktige från 1917 och ordförande från 1920. 1910 blev han landstingsman och vice ordförande i Södermanlands läns landsting 1917. Senare även riksdagspolitiker där han var ledamot av andra kammaren för socialdemokraterna 1911–1923. Efter det tillhörde han första kammaren från 1924. Bärg var en medlem av en mängd kommittéer och kommissioner, var stadsrevisor 1924–1927 och ledamot av utrikesnämnden från 1925 med mera. I riksdagen skrev han 86 egna motioner,  främst om statsanställdas löne- och anställningsförhållanden samt om nykterhetsfrågor, t ex åldersgräns på 25 år för rusdrycksinköp och anslag till nykterhetsundervisning.